# Die Pyramide des Sonnengottes
Die Pyramide des Sonnengottes is een Duits-Frans-Italiaanse avonturenfilm uit 1965 onder regie van Robert Siodmak. De film is gebaseerd op de roman Waldröschen (1884) van de Duitse auteur Karl May.

## Verhaal
Dr. Karl Sternau kent het geheim van de Aztekenschat. Josefa tracht hem het geheim te ontfutselen. Zij wordt daarin bijgestaan door een meedogenloze rebellenleider uit de Mexicaanse Burgeroorlog.

## Rolverdeling
| Acteur                | Personage                             |
| --------------------- | ------------------------------------- |
| Lex Barker            | Dr. Karl Sternau                      |
| Gérard Barray         | Graaf Alfonso di Rodriganda y Sevilla |
| Rik Battaglia         | Kapitein Lazoro Verdoja               |
| Michèle Girardon      | Josefa                                |
| Teresa Lorca          | Karja                                 |
| Alessandra Panaro     | Rosita Arbellez                       |
| Ralf Wolter           | Andreas Hasenpfeffer                  |
| Gustavo Rojo          | Luitenant Potoca                      |
| Hans Nielsen          | Don Pedro Arbellez                    |
| Friedrich von Ledebur | Don Fernando                          |
| Jean-Roger Caussimon  | Maarschalk Bazaine                    |
| Fausto Tozzi          | Benito Juárez                         |
| Jeff Corey            | Abraham Lincoln                       |
| Kelo Henderson        | Frank Wilson                          |